# Danilo Grassi (musicista)
Danilo Grassi (Soragna, 8 luglio 1961) è un percussionista e direttore d'orchestra italiano.

## Biografia
Nato a Diolo di Soragna nella bassa parmense da famiglia originaria di Pieveottoville di Zibello; il padre era fisarmonicista nelle orchestre da ballo liscio, dove Danilo cominciò in giovane età a suonare la batteria assieme al genitore. Entrato nel 1975 al Conservatorio di Parma nella classe del percussionista e timpanista Guido Zorzut e successivamente con Stefano Cantarelli dopo il diploma, ha proseguito gli studi in liuteria con Renato Scrollavezza approfondendo lo studio degli archi e della chitarra. Ha fatto parte dell'organico orchestrale del Teatro Alla Scala di Milano, Orchestra RAI Torino e Santa Cecilia di Roma. Nel 1980 è diventato docente di percussioni presso il Conservatorio di Mantova, successivamente dal 2004 fino alla pensione nel 2021 è stato docente della classe di percussioni del Conservatorio Arrigo Boito di Parma, succeduto dall'ottobre 2021 dall'ex allievo diplomato nella sua classe Roger Catino, attuale docente.
Ha svolto l'attività di compositore per il Tearo Due di Parma per le musiche di scena e l'attività di direttore d'orchestra, sia nel repertorio sinfonico sia contemporaneo, in particolare sulle musiche di Luciano Berio.
Nel 2003 ha partecipato al Festival di Musica Contemporanea nei nuovi spazi teatrali dell'Arsenale di Venezia.
Ha partecipato come solista ai timpani e alle percussioni alla preparazione e alla realizzazione di prime esecuzioni di Chick Corea, Adriano Guarnieri e Giacomo Manzoni.
Nel 2016 ha diretto a Soragna i Carmina Burana dal passo O fortuna trascritto per coro, due pianoforti e percussioni, riproposta Mantova nel 2024 a Palazzo Ducale.
È Direttore stabile dell'Orchestra Filarmonica di Parma

## La collaborazione con Elio e le Storie tese
Come direttore dell'Orchestra Filarmonica di Parma, ha tenuto concerti assieme ad Elio e le Storie tese; sempre all'Orchestra Filarmonica di Parma ha inciso nel 2009 il l'album Gattini curando gli arrangiamenti con Peppe Vessicchio e nel 2023 a Sorbolo sempre con Elio, il chitarrista Ettore Diliberto e la formazione orchestrale ha eseguito musiche di Mozart e passi da Pierino e il Lupo di Sergej Sergeevič Prokof'ev.